# Zuckerhormone
Der Begriff Zuckerhormone wird gelegentlich umgangssprachlich benutzt, um Hormone zusammenzufassen, die Einfluss auf den Kohlenhydratstoffwechsel haben. Insbesondere werden die Glukokortikoide wie Cortison, Cortisol und Corticosteron dazu gezählt. Mancherorts werden auch die Hormone Insulin und Glucagon zu den Zuckerhormonen gezählt. Der Begriff ist nicht eindeutig definiert und daher in der etablierten Medizin nicht üblich.